# Фоменко Катерина Олександрівна
Катери́на Олекса́ндрівна Фоме́нко (нар. 20 липня 1962, село Хрящувате, Краснодонський район, Луганська область) — українська політик. Колишня народна депутатка України. Заступниця Міністра транспорту та зв'язку України (вересень 2006 — лютий 2012). Голова Всеукраїнської організації «Бюджет». Заступниця голови Народної Партії (з лютого 2005).

## Життєпис
Батько Пшеничний Олександр Сергійович і мати Світлана Григорівна — селяни.
Освіта: Ворошиловгрський технікум громадського харчування, економіст. Ворошиловградський сільськогосподарський інститут, бухгалтер з обліку та аналізу господарської діяльності. Кандидат економічних наук.
Одружена, має сина.

## Кар'єра
- 1983 — 1994 — нормувальниця, головна економістка радгоспу «Більшовик» (КСП «Світанок» Білокуракинського району.
- З липня 1994 — заступниця голови з виконавчої роботи Білокуракинської райради, заступник голови Куракинської райдержадмін.
- З 1997 — начальник управління економіки, реформування, розвитку ринкових структур агропромислового комплексу — перший заступник начальника Головного управління агропромислового комплексу Луганської облдержадміністрації.
- З 1998 — депутатка, голова постійної комісії з питань бюджету та фінансів Луганської облради.
- Лютий — жовтень 2001 — керівниця Агентства з залучення іноземних інвестицій Регіонального фонду підтримки підприємництва в Луганській області.

Довірена особа кандидата на пост Президента України Віктора Януковича в ТВО № 115 (2004-2005).

## Парламентська діяльність
Народний депутат України 4-го скликання з 14 травня 2002 до 25 травня 2006 від виборчого округу № 114 Луганської області, висунута Виборчім блоком політичних партій «За єдину Україну!». «За» 47.00%, 5 суперників. На час виборів: голова постійної комісії з питань бюджету та фінансів Луганської облради, член Аграрної партії України. Член фракції «Єдина Україна» (травень — липень 2002), член групи «Народний вибір» (липень 2002 — травень 2004), член групи «Союз» (травень 2004 — квітень 2005), член фракції Народної Партії (з квітня 2005). Голова підкомітету з питань місцевих бюджетів Комітету з питань бюджету (з червня 2002).
Очолювала ТСК з питань фінансово-економічного обґрунтування джерел і механізму відновлення заощаджень громадян України (2002).

## Нагороди
Орден «За заслуги» III ступеня (серпень 2002). Почесна грамота Кабінету Міністрів України (грудень 2003).